# Klokočov (Košice)
|  | No s'ha de confondre amb Klokočov (Žilina). |

Klokočov és un poble i municipi d'Eslovàquia. Es troba a la regió de Košice, a l'est del país.

## Història
La primera referència escrita de la vila data del 1358.

## Demografia
| Godina             | 1994 | 2004   | 2014   | 2024   |
| ------------------ | ---- | ------ | ------ | ------ |
| Nombre de persones | 378  | 406    | 422    | 462    |
| Diferència         |      | +7,40% | +3,94% | +9,47% |

| Godina             | 2023 | 2024   |
| ------------------ | ---- | ------ |
| Nombre de persones | 449  | 462    |
| Diferència         |      | +2,89% |